# 铁南街道 (巴彦淖尔市)
铁南街道，是中华人民共和国内蒙古自治区巴彦淖尔市临河区下辖的一个乡镇级行政单位。

## 行政区划
铁南街道下辖以下地区：
向阳社区、曙光社区、临铁社区和道南社区。